# 熊本市立富合小学校
熊本市立富合小学校（くまもとしりつ とみあいしょうがっこう）は、熊本県熊本市南区富合町清藤にある公立小学校。熊本市立富合中学校と連携型小中一貫教育を行っている。

## 沿革
富合東小学校
- 1874年（明治7年） - 釈迦堂小学校、杉島小学校、小岩瀬小学校創立
- 1875年（明治8年） - 大町小学校創立
- 1876年（明治9年） - 杉南小学校創立
- 1887年（明治20年） - 釈迦堂小学校、杉島小学校、小岩瀬小学校、大町小学校、杉南小学校が統合し尋常杉島小学校となる
- 1890年（明治23年） - 杉合東部尋常小学校と改称
- 1935年（昭和10年）4月1日 - 杉合東部尋常高等小学校と改称
- 1941年（昭和16年）4月1日 - 杉合東部国民学校と改称
- 1947年（昭和22年）4月1日 - 杉合村立杉合東部小学校と改称
- 1955年（昭和30年）4月1日 - 富合村立富合東小学校と改称

富合西小学校
- 1886年（明治19年） - 公立国町小学校、公立莎崎小学校創立
- 1887年（明治20年） - 公立国町小学校と公立莎崎小学校が統合し尋常杉島小学校浜戸支校となる。
- 1890年（明治23年） - 杉合西部尋常小学校と改称
- 1935年（昭和10年）4月1日 - 杉合西部尋常高等小学校と改称
- 1941年（昭和16年）4月1日 - 杉合西部国民学校と改称
- 1947年（昭和22年）4月1日 - 杉合村立杉合西部小学校と改称
- 1955年（昭和30年）4月1日 - 富合村立富合西小学校と改称

富合南小学校
- 1874年（明治7年） - 椱津小学校創立
- 1876年（明治9年） - 公立廻江小学校、田尻小学校創立
- 1887年（明治20年） - 公立廻江小学校、田尻小学校、平南小学校が統合し尋常守富小学校となる。椱津小学校が尋常守富小学校椱津支校となる。
- 1890年（明治23年） - 尋常守富小学校が守富尋常小学校と改称。椱津支校が椱津尋常小学校と改称。
- 1909年（明治42年） - 守富尋常小学校南田尻分教場設置
- 1910年（明治43年） - 南田尻分教場廃止
- 1933年（昭和8年） - 椱津尋常小学校が守富東部尋常小学校と改称。守富尋常小学校が守富西部尋常小学校と改称。
- 1934年（昭和9年）9月1日 - 守富東部尋常小学校と守富西部尋常小学校が統合し守富尋常小学校となる
- 1935年（昭和10年）4月1日 - 守富尋常高等小学校と改称
- 1941年（昭和16年）4月1日 - 守富国民学校と改称
- 1947年（昭和22年）4月1日 - 守富村立守富小学校と改称
- 1955年（昭和30年）4月1日 - 富合村立富合南小学校と改称

富合小学校
- 1963年（昭和38年）4月1日 - 富合東小学校、富合西小学校、富合南小学校の統合により富合村立富合小学校発足。
- 1971年（昭和46年）8月1日 - 富合村の町制施行により、富合町立富合小学校に改称。
- 2003年（平成15年）7月9日 - 富合町が構造改革特別区域研究開発設置事業（小中一貫教育）計画申請
- 2003年（平成15年）8月29日 - 認可
- 2004年（平成16年）4月1日 - 富合町が構造改革特別区域研究開発設置事業（小中一貫教育）開始
- 2008年（平成20年）10月6日 - 富合町の熊本市への編入により、熊本市立富合小学校に改称。